# Carl Grimes
Carl Grimes es un personaje de ficción del cómic The Walking Dead, interpretado por Chandler Riggs en la serie de televisión homónima, transmitida por AMC en Estados Unidos. El personaje fue creado por el escritor Robert Kirkman y el artista Tony Moore y debutó en The Walking Dead en 2003. En ambas obras, Carl es el hijo del protagonista principal, Rick Grimes.
Por su actuación, Riggs ganó el Premio Saturn a la Mejor Interpretación de un Actor Joven en 2014. También fue nominado para el Premio Joven Artista por Mejor Actuación en una Serie de televisión - Líder Joven Actor en 2012 y 2013.

## Historia
Tras varios días creyendo que su padre falleció por el apocalipsis zombi que azotó el mundo, Carl se asombró demasiado al reunirse con su progenitor en el campamento de Atlanta. Al poco tiempo fue entrenado en el manejo de armas, habilidades que le fueron de mucha utilidad para proteger a su madre durante un ataque de zombis en el campamento. Unos días después se ve en la obligación de matar a un enajenado Shane que se disponía a matar a su padre.
Al llegar a la granja de Hershel queda malherido accidentalmente por Otis. Carl, junto a su grupo, comenzó a integrarse en la comunidad de la granja Greene aunque duró muy poco después de que fueran expulsados por Hershel. Al estar un tiempo en la prisión, Carl decidió comenzar una relación amorosa con Sophia y aceptó con gran emoción el nacimiento de su media-hermana Judith. Después del último asalto a la prisión por parte del Gobernador, donde muere: su madre, su media-hermana Judith y varios sobrevivientes de su grupo, Carl logra escapar con su padre y logran refugiarse en una casa que se encontraba a pocos kilómetros de la prisión, donde encuentran alimentos y medicamentos. Allí permanecerán hasta que Rick se mejora anímicamente y en salud. Durante ese tiempo, Rick le enseña a Carl a conducir.
Después de unos días, se volverán a encontrar con Michonne, quien salva a Carl de un zombi, y luego con Glenn y Maggie, quienes los dirigirán a la granja Greene, donde se halla el grupo que logró escapar y sobrevivir del último ataque del Gobernador a la prisión. De pronto, Rick y Carl conocen a tres viajeros que se dirigen a Washington D. C., el Sargento Abraham Ford, su novia Rosita Espinosa y el Doctor Eugene Porter, quien el primero les propone unirlos al viaje. El objetivo es que el Dr. Eugene Porter pueda cumplir con la misión de llegar a Washington para adquirir la cura, mientras que,  un desconfiado Rick, le propone a Abraham ir por suministros.
Ambos al inicio no tienen una sensación de empatía, pero se ganan el respeto mutuo cuando, al ser atacados por un grupo de maleantes que intentan ultrajar a Carl, consiguen, trabajando juntos, salvarle. Al regresar a la granja, Rick, Abraham, Carl y los demás logran emprender su viaje hacia Washington, donde Eugene les revela su mentira: no tenía la cura del virus zombi. Esto provoca la ira de Abraham, quien lo golpea incesantemente; pero es detenido por el grupo, ya que estaba dispuesto a matarlo.
Después de la mentira de Eugene, Carl y el grupo se refugian en la iglesia del cura Gabriel Stokes, en donde Dale, anteriormente mordido por un zombi, muere a manos de unos caníbales. El grupo, vengativo, masacra a todos los caníbales a pesar de sus súplicas.
Posteriormente, el equilibrio emocional de Carl comienza a desmoronarse cuando mata a Ben, quien asesina a su hermano gemelo Billy, ya que le considera una amenaza para el grupo. H Tras unos días el grupo conoce a Aaron, un reclutador de la zona segura de Alexandría, el cual les promete darles refugio y seguridad en la zona segura, sin embargo, en un principio se muestran desconfiados.
Carl no consigue encajar con los otros niños debido a sus terribles experiencias en el peligroso mundo exterior y la falsa sensación de seguridad que tienen los otros chicos. Durante un ataque zombi, Carl recibe un disparo en la cara cuando unos zombis se devoraban a Douglas Monroe; este, en su desesperación, dispara y como secuela el infante pierde su ojo derecho, y queda en coma durante semanas.
Cuando Los Salvadores comienzan a atacar a Rick y a los sobrevivientes, el grupo comienza a defenderse matando a varios atacantes, quienes querían quitarles sus pertenencias a cambio de no matarlos. Poco después, el Sargento Abraham es la primera víctima del grupo quien muere a manos de los bandidos, luego su líder Negan toma represalias matando a Glenn.
Rick decide crear la ilusión de estar en línea con su líder, Negan, cuando, en realidad trata de encontrar más información sobre el grupo. Al mismo tiempo, Carl decide colarse en una de las furgonetas de los Salvadores y lanzar un asalto sobre ellos, terminando siendo secuestrado por Negan. Negan siente simpatía por Carl, aunque Carl sigue resentido con él. Poco después, Carl regresa ileso con su padre y lo acompaña a "El Reino", un asentamiento vecino liderado por "El rey" Ezekiel.
Allí planean ir a la guerra con los salvadores. Carl se queda en la zona segura mientras Rick se aventura a la guerra contra Negan para acabar con su oscuro mundo y su tiranía.
Después de la derrota de Negan y la paz con los salvadores y tras dos años, Carl decide que quiere abandonar la Zona segura para viajar a la colonia Hilltop y comenzar un aprendizaje con Earl Sutton, el herrero.
Poco después de llegar allí, dos niños los atacan a él y a Sophia, los cuales Carl golpea con una pala hasta el punto de casi asesinarlos. Luego, los mantienen temporalmente en una celda donde se unen con Lydia, una superviviente de un grupo rival que empezó una guerra contra los Susurradores. Después de salir, Carl convence a Maggie para que deje a Lydia bajo su vigilancia y finalmente se unen. Lydia lo seduce y tienen relaciones sexuales. Aunque Carl y Lydia se acercan aún más, la madre de Lydia, "Alpha", llega a las puertas de Hilltop y demanda a Lydia o, si no, ella atacará; Maggie se ve obligada a entregarla, una decisión que enfurece a Carl. Más tarde, cuando Sophia va a ver a Carl, él está perdido y se revela que se escapó detrás de Lydia. Al final del cómic Carl se casa con Sophia y tienen una hija llamada Andrea Grimes.

## Adaptación de TV

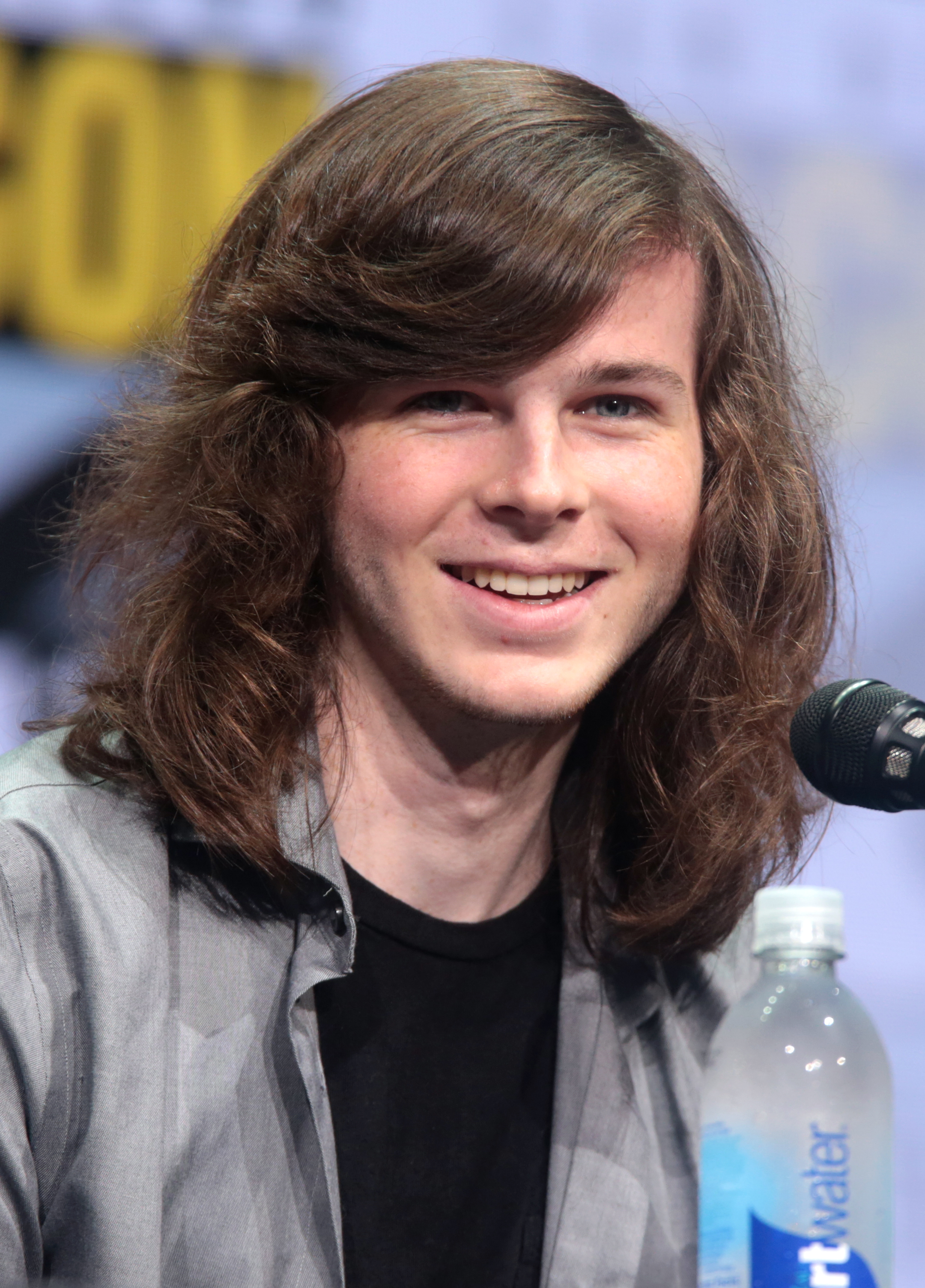
Chandler Riggs interpretó a Carl Grimes en la adaptación de la serie televisiva durante casi 8 años consecutivos.

#### Primera Temporada (2010)
Carl, junto con su madre Lori, Shane y Elle, forma parte del grupo de supervivientes que acampa en una cantera en las afueras de Atlanta, y se ha hecho amigo de Sophia, la hija de Carol. Cuando Rick es encontrado y llevado al campamento, Carl se alegra de ver a su padre con vida, y Lori le ordena que se distancie de Shane. El grupo se ve obligado a abandonar el campamento y abandonar Atlanta, después de una invasión caminante al campamento en donde murieron Jim y Amy.

#### Segunda Temporada (2011—12)
Después de abandonar el CDC, han transcurrido varios meses y el grupo de Rick se dirige a Fort Benning. Durante la trayectoria del viaje, el grupo se cruza con una horda de caminantes, por lo cual se ven obligados a esconderse en medio de un atasco de automóviles en una carretera, durante el cual Sophia desaparece. El grupo se separa para buscarla, y Carl se une a Rick y Shane. Ven a un ciervo, pero cuando Carl se acerca es disparado por Otis, un granjero de la granja cercana de Hershel Greene. Ellos corren cargando a Carl para llevarlo donde Hershel, quien a su vez es un médico veterinario, con el propósito de operarlo para eliminar los fragmentos de bala. La operación es exitosa, pero Carl está postrado en la cama durante varios días, lo que lleva a Hershel a permitir que el grupo de Rick permanezca en la granja mientras este pueda restablecer su salud.
Una vez en que Carl logra sanarse, él ayuda en la granja y el campamento de sobrevivientes, pero Lori se da cuenta de que tiene una actitud muy fría. Carl se vuelve más distante una vez que el grupo descubre que Sophia se había convertido en una caminante y fue llevada y escondida en un granero entre otros caminantes de la familia y amigos de Hershel, creyendo que eran personas enfermas que se podían curar. El grupo de Rick se ve obligado a eliminar a todos los caminantes, incluida Sophia. Más tarde, Carl se dirige solo al bosque y encuentra un caminante atascado en el barro. Él apunta con un arma con la intención de matarlo, pero en su lugar trata de burlarse de él, y el caminante se tambalea hacia adelante, liberándose. Carl logra escapar y regresar al campamento, pero no menciona nada sobre el caminante.
Más adelante en ese mismo día, y siendo de noche, Dale es atacado por el mismo caminante, y el grupo se ve obligado a eutanasiarlo; y Carl siente pesar por no haber matado al caminante cuando tuvo la oportunidad. Carl se entera de que su madre está embarazada, pero no está segura de si se trata del hijo de Shane o Rick. Entre estos asuntos, Rick y Shane se pelean, y Rick estrangula a Shane hasta que Carl lo observa. Rick intenta explicar a Carl por qué hizo eso cuando este saca un arma y apunta a Rick; sin embargo, él hace esto para dispararle al cuerpo reanimado de Shane que estaba a punto de atacar a Rick. El tiroteo atrae a más caminantes a la granja, y el grupo de Rick y los Greenes se ven obligados a abandonar la granja.

#### Tercera Temporada (2012—13)
El grupo de Rick llega a una prisión abandonada, donde hacen su nuevo refugio y pasan el tiempo limpiando caminantes y tratando con unos pocos prisioneros vivos. Uno de ellos intenta matar al grupo y Rick lo abandona entre los caminantes, pero este recluso obtiene su venganza al llevar a los caminantes a una brecha en la prisión. El grupo se ve obligado a separarse y Carl ayuda a cubrir a Lori y Maggie. Los eventos han causado que Lori entre en el parto, pero resulta que se necesita de una cesárea que probablemente sea letal y se despide de Carl mientras Maggie la opera. Su hija nace sana y salva, pero Lori muere y Carl queda traumatizado porque se ve obligado a sacrificar a su madre para evitar su reanimación. Cuando Carl y Maggie se reagrupan con Rick y los demás, llevando a la niña pero sin Lori, Rick se queda boquiabierto y, mientras pasan varios días de luto por la pérdida de Lori, es incapaz de proporcionar liderazgo. Carl ayuda a cuidar a su hermana, a quien llamó Judith, mientras que Daryl, Hershell y Glenn toman posiciones de liderazgo.
La comunidad penitenciaria se convierte en el objetivo de la cercana comunidad de Woodbury, dirigida por el vengativo Gobernador, el cual busca vengarse de Michonne, a quien el grupo carcelario la ha tomado con cautela. Glenn y Maggie son capturados y Rick lidera un grupo para recuperarlos, dejando a Carl a cargo. Mientras Rick se va, Carl se encuentra con un grupo de sobrevivientes liderados por Tyreese, Donna, la esposa de Allen, había sido mordido por un caminante, y les permite refugiarse en la prisión, pero encerrados lejos del resto del grupo; aunque dice que le pedirá a su padre que los evalúen cuando regrese. El grupo de Rick regresa con éxito (a excepción de Oscar quien fue abatido durante el rescate), pero Rick todavía está preocupado por las visiones de Lori, y cuando Carl lo presenta al grupo de Tyreese, Carl interpreta los gritos de Rick de "¡Fuera!", que grita por sus alucinaciones, como su decisión de rechazar el grupo de Tyreese a quedarse. Carl los saca y se disculpa por la falta de comprensión de Rick.
Con la guerra entre la prisión y Woodbury cada vez más probable, Rick, Carl y Michonne conducen hasta la ciudad natal de Rick para recuperar las armas de la estación del sheriff. Carl sigue preocupado por Michonne, pero Rick parece confiar en ella. Rick se sorprende de encontrar a Morgan Jones, el hombre que conoció después de despertarse de su coma, todavía en su ciudad; y mientras Rick ve a Morgan, Carl va a obtener suministros para Judith con la ayuda de Michonne. Sin embargo, su primera parada es un bar local para obtener una fotografía de su familia como recuerdo de Judith, pero el bar está lleno de caminantes. Michonne ayuda a Carl a obtener la foto de forma segura. Cuando vuelven a la prisión con armas y provisiones, Carl le dice a Rick que él cree que Michonne es una del grupo, que ha ganado confianza en ella.
Cuando el Gobernador ataca la prisión, Carl ayuda en la defensa del recinto penitenciario, donde mata a un aterrorizado adolescente obligado a luchar cuando estaba avanzando con Hershel y Judith desarmados en los exteriores. Más tarde, Carl le dice a Rick que no quería que le pasara a nadie lo que le sucedió a Dale, causado por su inacción. El Gobernador es expulsado, y el grupo de Woodbury se integra a la prisión, ya que Rick finalmente se ha reconciliado con la muerte de Lori y finalmente ve a Judith como su hija.

#### Cuarta Temporada (2013—14)
Han transcurrido varios meses después del asalto del Gobernador a la prisión y la comunidad penitenciaria ha crecido hasta tener niños y adolescentes. Carl permanece alejado de ellos, habiendo sido endurecido por sus experiencias, y en su lugar controla a Rick, quien ha renunciado al liderazgo del grupo. Carl ayuda a los residentes del penal cuando un brote de una gripe letal comienza a propagarse, que a su vez provoca que los muertos de la gripe comiencen a reanimarse, hasta que la medicina apropiada sea devuelta para detener la enfermedad.
El Gobernador regresa con un nuevo ejército para atacar la prisión y asesina a Hershel, lo que ocasiona un conflicto y a consecuencia de este hecho obliga a los sobrevivientes penitenciarios a huir por separado. Después de acabar con el Gobernador, Carl encuentra a un Rick gravemente herido en el caos y lo ayuda a alejarse, pero luego ven el portabebés vacío donde estaba Judith y temen que haya muerto. Los dos escapan solos y llegan a un vecindario suburbano, refugiándose en una casa. Rick todavía está herido y ha pasado el punto de agotamiento, por lo que Carl lo deja descansar mientras busca suministros en las casas cercanas. Finalmente, Rick se recupera, y los dos están eufóricos cuando Michonne, tras haberlos rastreado desde la prisión, se une a ellos. Los tres pasan varias veces descansando y uniéndose, y descubren que Michonne perdió a su propio hijo en la epidemia caminante. Sin embargo, a la llegada de un grupo de carroñeros que descubrieron su presencia, se ven obligados a huir de la casa. Llegan a las vías del tren, con señales que apuntan a un santuario en Terminus, y ellos comienzan a seguir sus rastros.
Han pasado varios días y el mismo grupo de merodeadores, que capturaron a Daryl y lo vuelven un miembro más de su grupo a cambio de no matarlo, los encuentran. Su líder Joe, anuncia que su grupo golpeará a Daryl hasta la muerte y violará y matará a Carl y Michonne antes de matar a Rick. La amenaza de daño a Carl enfurece a Rick, quien le arranca la garganta a Joe, agarra al atacante de Carl y mata al resto con la ayuda de Daryl y Michonne. Los cuatro continúan hacia Terminus con el fin de buscar un nuevo refugio, cuando llegan a Terminus, Rick receloso y precavido de ello, entierra la mayoría de sus armas afuera antes de acercarse por si el lugar no fuera de confianza. Mientras son bienvenidos en la comunidad por su líder Gareth, Carl, su padre, Daryl y Michonne notan que poseen artículos que pertenecen a sus amigos y sospechan que han sido capturados. La gente de Terminus los atacan y los empujan a un vagón de carga, donde se encuentra el resto del grupo. Rick dice que el grupo de Terminus se metió con la gente equivocada.

#### Quinta Temporada (2014—15)
Carol y Tyreese ayudan a rescatar al grupo de Rick de Terminus, y cuando se reagrupan, Rick y Carl están encantados que Judith está con vida después del ataque del Gobernador a la prisión. El grupo encuentra al Padre Gabriel Stokes y pasan un tiempo refugiados en su iglesia. Carl se pone a cargo de la defensa de los supervivientes cuando Rick y los demás se van para acabar con los sobrevivientes de la población de Terminus que buscan venganza del grupo.
El grupo finalmente continúa desde la iglesia, en dirección a Washington D. C., y sufre una serie de dificultades en el camino con las muertes de Beth y Tyreese El grupo es recibido por Aaron, un reclutador de la cercana zona segura de Alexandria, que ofrece al grupo un lugar allí. Si bien el grupo de Rick muestra al comienzo demasiada desconfianza, al final son bienvenidos con los brazos abiertos
Carl ayuda a cuidar a Judith mientras Rick y los demás analizan la comunidad y desean mejorar la seguridad de Alexandria. Carl se encuentra con algunos de los adolescentes de la comunidad, entre ellos Elle, la hija de Shane Walsh. Carl encuentra algo de interés en Elle y, discretamente, la mira; y cuando ella se acerca a la cerca de Alexandría, él la sigue. Ella permanece emocionalmente distante, pero acepta la amistad de Carl y ambos regresan a la comunidad, pero al regresar encuentran a su padre Rick en aprietos con Pete Anderson, el marido abusivo de Jessie. Carl lo intenta separar, pero el marido abusivo le acierta un golpe, lo que provoca que Rick lo estrangule y, cuando está a punto de matarlo, Deanna aparece e intenta detenerlo, pero Rick apunta a todos los alexandrinos con un arma. Acto seguido, Michonne lo golpea y lo deja inconsciente. Al ver que a su padre le espera un inminente exilio de la comunidad, Carl le pregunta a su padre cuál es su plan, pero Rick le dice a Carl que se quede en casa. Carl pregunta si esto fue "en casa", a lo que Rick responde "sí". Más tarde, mientras Rick estaba debatiendo con Abraham, Carol y Glenn sobre el futuro en la reunión, Carl aparece en la casa con Judith cuidándola durante la asamblea.

#### Sexta Temporada (2015—16)
El grupo de Rick ha sido colocado en posiciones de liderazgo alrededor de Alexandria debido a sus habilidades superiores de supervivencia y uno de los primeros actos de Rick es acorralar y agrupar a un gran grupo de caminantes de una cantera cercana, lejos de la comunidad. Carl permanece en Alexandría para vigilar a Judith y a los demás residentes de la zona segura. Un ataque de los Lobos, un grupo salvaje que ataca a las comunidades asentadas, interrumpe el plan de Rick. La pared de Alexandria se rompe y los caminantes se amontonan. Rick y Michonne vuelven a la comunidad para ayudar a protegerla, uniéndose a Carl mientras él, Judith, Gabriel, Deanna Monroe, Jessie Anderson y sus dos hijos Ron y Sam intentan escapar a un piso superior de una casa.
Deanna, quien había sido mordida por un caminante cuando una horda masiva de caminantes invaden la comunidad, se sacrifica para dar tiempo a los demás a escapar. Carl, Rick, Michonne, Gabriel, Ron, Sam y Jessie se cubren con vísceras de caminantes para que puedan caminar de manera sigilosa a través de la horda. Llegan lo suficientemente lejos como para permitir que Gabriel lleve a Judith a la iglesia de forma segura para que luego puedan buscar a otros sobrevivientes, pero Sam, preso del pánico, no quiere irse con Gabriel e insiste en quedarse con su madre. Acto consecuente en el que el infante comienza a entrar en pánico y comienza a llorar y, debido a su pánico, atrae a los caminantes y esto conlleva a que los caminantes ataquen al grupo, matando a Sam y a Jessie. Ron, enfurecido de ver a su familia asesinada, saca un arma para matar a Rick, pero erra y le dispara a Carl en su ojo. Carl es llevado a atención médica por la Doctora Denisse, y finalmente Rick y sus amigos, incluyendo gran parte de la comunidad de Alexandría, inician una purga caminante de manera exitosa.
Han pasado dos meses, Alexandría refuerza sus paredes. Después de perder su ojo, Carl está ileso y continúa desarrollando una amistad con Enid
El grupo de Rick llega a conocer a los Salvadores, un grupo de sobrevivientes que usa la violencia para obligar y subyugar a otras comunidades para que les ofrezcan alimentos y suministros a cambio de no hacerles algún elemento nocivo. Como parte del grupo va en busca de Los Salvadores, Maggie comienza a sufrir complicaciones con su embarazo, ya que ella está esperando un hijo de Glenn. Carl se une a Rick, Maggie, Glenn y otros mientras se dirigen a la comunidad cercana de Hilltop, con quienes han establecido lazos amistosos. Posteriormente, se topan con las trampas puestas por Los Salvadores, y pronto el grupo de Rick, incluidos los que fueron a buscar a los salvadores, se ven obligados a arrodillarse ante Negan, el líder de Los Salvadores. Este planea matar a uno de ellos al azar con "Lucille", un bate de béisbol envuelto en alambre de púas. Para obligarlos a una opresora servidumbre, Negan amenaza con cortar el otro ojo de Carl y dárselo a Rick si alguno de ellos intercede. El líder de Los Salvadores escoge a uno de los miembros del grupo de Rick y la asesina sin saber que el resto sepa quién fue la víctima.

#### Séptima Temporada (2016—17)
Después de una elección al azar, Negan mata a Abraham, y cuando Daryl, indignado de este suceso, golpea a Negan en venganza, este luego mata a Glenn en venganza. Mientras el resto del grupo es mantenido a punta de pistola, Negan, lleva a Rick en un corto viaje para convencerlo de que se someta, y, a su regreso, exige que Rick corte el brazo de Carl como muestra de acuerdo con los términos del Salvador, o de lo contrario lo hará matar a todo el grupo. Rick entre lágrimas se prepara para cortarle el brazo a Carl, pero Negan lo detiene en el último momento, asegurándole que Rick ahora seguirá sus órdenes. Los salvadores los dejan, pero planean presentarse en Alexandría para sus ofrendas.
Cuando los salvadores llegan por primera vez a la zona segura de Alexandría, toman mucho más de lo previsto, y Carl le grita a Rick porque no se siente dispuesto a aguantar esto. Carl intenta influenciar a un Salvador a punta de pistola para que no tome casi todos los medicamentos. Negan ve esto, y le dice a Carl que está impresionado por su coraje, pero que no puede tolerar que nadie amenace a su grupo, y hace que los salvadores se lleven todas las armas de Alexandría. Más tarde, Carl vuelve a ver a Enid saliendo de Alexandría; cuando la alcanza, le expresa sus sentimientos y ambos se besan, y emprenden un viaje a Hilltop. La acompaña allí y le explica su deseo de matar a Negan. Llegan a Hilltop justo cuando los salvadores están allí recogiendo su ofrenda semanal. Carl se va de polizón a bordo de uno de los camiones cuando se van, descubriendo que Jesús, uno de los supervivientes de Hilltop, también está allí, buscando la ubicación del Santuario, la comunidad de Los Salvadores. Cuando se acercan al Santuario, Carl engaña a Jesús para que baje del camión.
Cuando los camiones llegan al Santuario, Carl comienza a atacar y mata a dos de Los Salvadores antes de que sea retenido. Negan, nuevamente, muestra aprecio por el coraje de Carl, y lo obliga a hablar de cómo perdió su ojo y luego de cómo perdió a su madre; Carl evita hablar sobre Judith durante esto. Negan decide regresar a Carl a Alexandría y lleva allí a varios hombres que llegan antes de lo previsto para su siguiente carga de suministros. Como Rick salió con Aaron para encontrar más suministros, Negan decide esperar, sintiéndose como en casa, en la casa que ocupan Rick y Carl; este no puede evitar que descubra a Judith. Negan usa esta información para ayudar a ejercer más influencia sobre Rick una vez que regrese. Después de que Negan se va, Rick animado por Michonne y Carl, decide tomar una posición en contra de los salvadores y comienza a buscar aliados y armas. Finalmente, a la comunidad de Alexandría se une la Colonia Hilltop, encabezado por Maggie, y el Reino para detener un ataque de los Salvadores y sus aliados, los Carroñeros, contra Alexandría. Las tres comunidades declaran la guerra contra los Salvadores.

#### Octava Temporada (2017—18)
Mientras Rick organiza las fuerzas militares de Alexandría, Hilltop y el Reino contra Negan, Carl se preocupa más por la seguridad de los demás y se asegura de que los residentes de Alexandría estén preparados. En algún momento, Carl y Rick están buscando gasolina, pero se encuentran con un hombre llamado Siddiq, solo y aparentemente confundido. Rick está preparado para dispararle, pero Carl lo detiene y le regaña a Rick por no mostrar piedad. Más tarde, cuando el ejército de Rick ataca a los salvadores, Carl vuelve a encontrarse con Siddiq y después de enterarse de sus dificultades, ofrece llevarlo a Alexandría. Mientras regresan, se topan con un pequeño grupo de caminantes; uno logra morder a Carl en su abdomen antes de que puedan evitarlo. Carl mantiene oculto el mordisco ante Siddiq y otros. Sabiendo que su muerte es inminente, pasa tiempo con Judith y escribe varias cartas a sus seres queridos.
Negan y Los Salvadores logran escapar del Santuario, que estaba infestado de caminantes, y en represalia atacan Alexandría. Gracias a la planificación y las distracciones de Carl, la mayoría de los alexandrinos logran llegar al refugio de las alcantarillas mientras Los Salvadores bombardean la comunidad.
Finalmente, Rick y Michonne regresan y siguen a los demás a las alcantarillas, donde Carl se ve obligado a mostrarles la mordida del caminante. Daryl se prepara para llevar a los otros alexandrinos a Hilltop, y le agradece a Carl por ayudar y hacer eso posible.
Con un Carl demasiado débil para hacer el viaje, Rick y Michonne lo llevan a la iglesia de Alexandría, donde Carl implora a Rick que muestre misericordia y compasión, con la esperanza de hacerlo un mejor hombre. Rick y Michonne salen a enfrentar su dolor mientras Carl se dispara a sí mismo en la cabeza con la misma pistola que ha tenido desde niño, para evitar su reanimación.

## Desarrollo y recepción
En «Judge, Jury, Executioner», Carl se convierte en un personaje estoico y frío, y finalmente deja atrás su ingenuidad. Aunque la revista Entertainment Weekly, escritor Clark Collis, trazó paralelos a un asesino en serie, Kirkman sugirió que esto era una iniciativa para dar más tiempo de pantalla al personaje. Él ensalzado que Carl era "uno de los personajes más divertidos para contar historias acerca de este mundo." Él continuó: "Es verdad de lo cómico y es verdad del espectáculo. Con el tiempo, vamos a empezar a ver más y más de este chico. Lo que es impresionante acerca de pensar en lo que sería como para crecer en este mundo. Es una cosa para tener todo lo que van quitando de ustedes, y tener que lidiar con este mundo apocalíptico ahora tiene que sobrevivir. Pero para tener apenas una pequeña edad si realmente es reconocido cómo es el mundo y cómo funciona y qué esperar y luego de ser lanzado a esta amenaza apocalíptica y crecer y madurar con este tipo de situaciones. Se va a le hacen crecer extraño, es lo que me gusta decir".